# コールドクリーム
コールドクリーム（cold cream）は、基礎化粧品の一種。
ミネラルオイル、ワセリン、パラフィン、マイクロスタリンワックス、オリーブ油、ホホバ油といった油に、水、乳化剤、保湿剤、防腐剤、香料を加えて作るクリーム。油分の多いこってりとしたクリームをこう呼ぶ。肌に付けると水分が蒸発し気化熱により冷たい（cold）感触があるので、この名がある。
クレンジング（化粧落とし）、洗顔、マッサージ、肌の保護、ナイトクリーム、化粧下地など用途が広い。

## コールドクリームのはじまり
古代ギリシアの医学者、ガレノスがコールドクリームの製剤法の創始者である。彼が植物油などの油性成分と水を混合し作った。